# Grabówko (Sianów)
Grabówko (deutsche Neu Martinshagen) ist ein Dorf in Hinterpommern, heute in  der polnischen Woiwodschaft Westpommern gelegen. Es gehört zur Stadt- und Landgemeinde Sianów (Zanow) im Powiat Koszaliński (Köslin).

## Geographische Lage
Grabówko ist von einer Stichstraße, die in Pękanino (Panknin) von der Landesstraße 6,  zugleich Europastraße 28, Stettin–Danzig abzweigt, in zwei Kilometern zu erreichen. Die nächste Bahnstation ist Wiekowo (Alt Wieck) an der Bahnstrecke Stargard Szczeciński–Gdańsk.

## Ortsname
Der deutsche Name Neu Martinshagen unterscheidet den Ort von dem zwei Kilometer nordöstlich gelegenen Dorf Martinshagen (polnisch: Grabowo), das noch bis 1945 in der Umgangssprache mit „Alt“ Martinshagen bezeichnet wurde.

## Geschichte
Die langgestreckte lose Dorfsiedlung Neu Martinshagen ist in der ersten Hälfte des 19. Jahrhunderts angelegt worden, wahrscheinlich auf der Fläche des ehemaligen Vorwerks Damerow (polnisch: Dąbrowa) im Zuge der Gemeinheitsteilung nach den Stein-Hardenbergischen Reformen. So ist auch zu erklären, dass der Ort bis 1945 eine Ortschaft der Gemeinde Damerow war und nicht nach Martinshagen gehörte. Heute ist die Trennung noch schärfer vollzogen, denn Grabówko gehört zur Gmina Sianów (Zanow), während Grabowo im Gebiet der Gmina Malechowo (Malchow) liegt.
Im Jahre 1864 zählte Neu Martinshagen 201 Einwohner und wurde danach in die Einwohnerzahlen der Gemeinde Damerow integriert.
Bis 1945 war Neu Martinshagen aufgrund seiner Zugehörigkeit zur Gemeinde Damerow in den Amtsbezirk Panknin im Landkreis Schlawe i. Pom. im Regierungsbezirk Köslin eingegliedert. Standesamtlich gehörte Neu Martinshagen ebenfalls nach Panknin.

## Kirche
Neu Martinshagen war bis 1945 überwiegend evangelisch und mit Damerow (Dąbrowa), Martinshagen (Grabowo), Panknin (Pękanino) in das Kirchspiel Damerow eingepfarrt, zu dem auch die Filialgemeinde Zitzmin (Sieciemin) gehörte. Das Kirchspiel lag im Kirchenkreis Rügenwalde der Kirchenprovinz Pommern der Kirche der Altpreußischen Union. Letzter deutscher Geistlicher war Pfarrer Hans Meinhof.
Heute ist Grabówko überwiegend katholisch. Evangelische Kirchenangehörige werden vom Pfarramt Koszalin (Köslin) in der Diözese Pommern-Großpolen der Evangelisch-Augsburgischen (d. h. lutherischen) Kirche betreut.

## Schule
In Neu Martinshagen bestand bis 1945 eine eigene Schule mit Lehrerwohnung. Letzter deutscher Schulhalter war Lehrer Gürtler.